# Млкви, Билл
Уильям Пол «Билл» Млкви (англ. William Paul "Bill" Mlkvy; 19 января 1931 — 12 декабря 2024) — американский профессиональный баскетболист, отыгравший один сезон за клуб Национальной баскетбольной ассоциации «Филадельфия Уорриорз».

## Биография
Билл Млкви родился в семье эмигрантов, приехавших в США в 1907 году из Австро-Венгерской империи. Его отец работал в The New Jersey Zinc Company. Билл учился в старшей школе Стивена С. Палмера в Пэмертоне (штат Пенсильвания). По окончании обучения он поступил в Университет Темпла, где играл за местную баскетбольную команду «Темпл Аулс». За свою хорошую игру он в 1951 году включался в первую всеамериканскую сборную NCAA. На драфте 1952 года он был выбран клубом «Филадельфия Уорриорз» как территориальный выбор. Однако, начав выступать за профессиональный клуб, Млкви продолжил обучение в университете, поступив в стоматологическую школу. По окончании дебютного сезона генеральный менеджер и тренер «Уорриорз» Эдди Готтлиб заставил молодого игрока сделать выбор, либо продолжить играть в баскетбол, либо учиться. Первоначально он сделал выбор в пользу баскетбола, однако затем узнал, что если он бросит школу, то его призовут в Вооружённые силы в качестве рядового, а если продолжит обучение, то в качестве офицера-стоматолога. Поэтому Билл продолжил обучение и на следующий год был призван в армию в качестве стоматолога. Там он провёл шесть лет, участвовал в Корейской войне и дослужился до звания майора.
В 1992 году Млкви был включён в Спортивный зал славы Пенсильвании.
Умер 12 декабря 2024 года в возрасте 93 лет.